# Frances Twysden
Lady Frances Twysden, contessa di Jersey (Londra, 25 febbraio 1753 – Cheltenham, 23 luglio 1821), è stata una nobildonna inglese ed una delle più note amanti di Giorgio IV.

## Biografia
Era la figlia postuma del reverendo Philip Twysden (1714-1752), vescovo di Raphoe (1746-1752), e della sua seconda moglie Frances Carter (poi moglie del generale Johnston), figlia di Thomas Carter di Castlemartin, Master of the Rolls.
Suo padre era il terzo figlio di Sir William Twysden, V Baronetto di Roydon Hall, conte di Peckham, di Kent, e di sua moglie e lontana cugina, Jane Twisden.

## Matrimonio

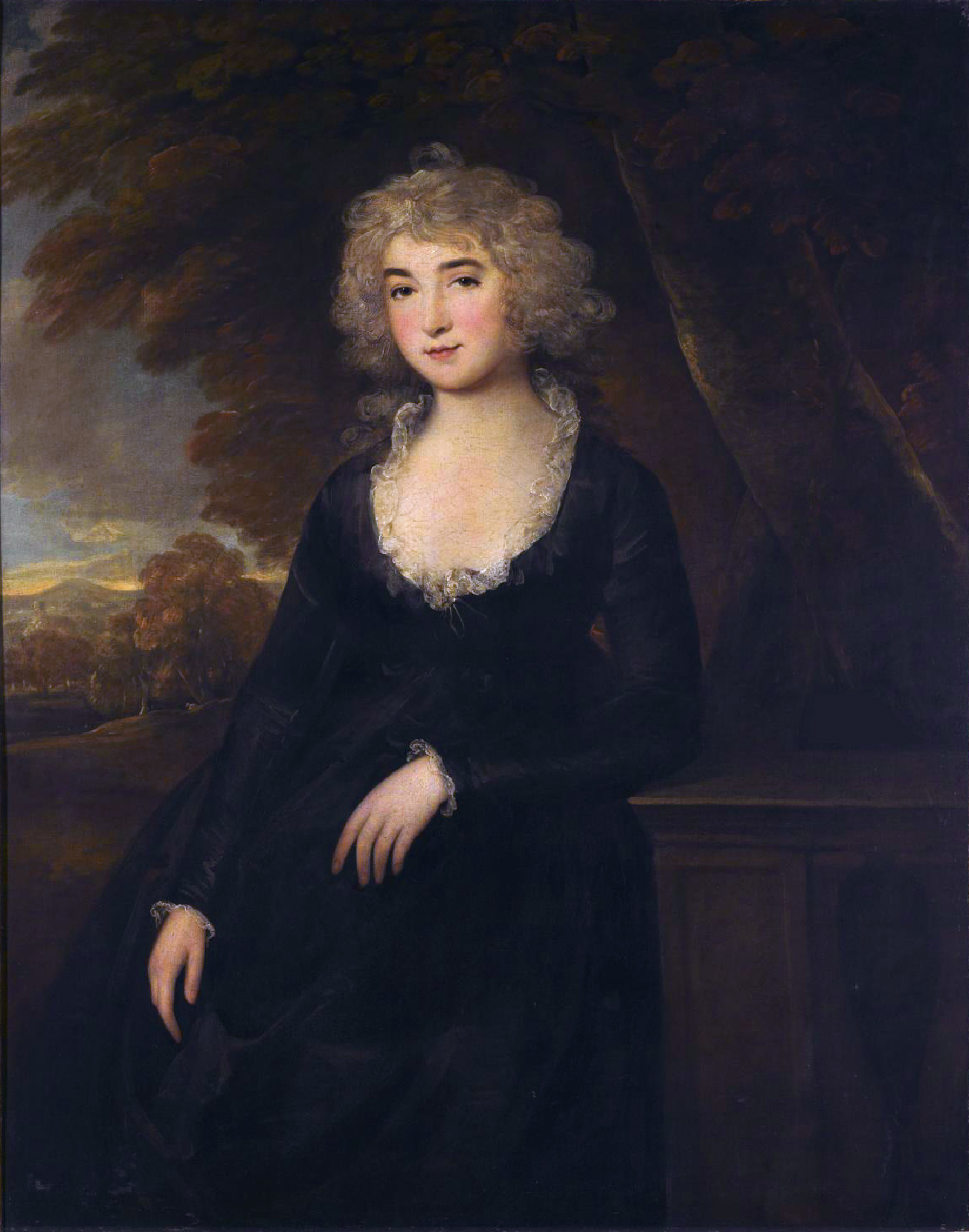
Lady Jersey, di Thomas Beach.

Nel gennaio 1770, sposò George Villiers, IV conte di Jersey, figlio ed erede di William Villiers, III conte di Jersey, e di sua moglie Lady Anne Egerton che, l'anno prima, era stato nominato Lord of the Bedchamber del re Giorgio III.
Ebbero dieci figli:
- Lady Charlotte Anne Villiers (1771-1808), sposò nel 1789 Lord William Russell, ebbero sei figli;
- Lady Barbara Anne Frances Villiers (1772-1832), sposò in prime nozze William Henry Lambton ed ebbero quattro figli, sposò in seconde nozze Charles Wyndham, non ebbero figli;
- George Villiers, V conte di Jersey (1773-1859);
- Lady Caroline Elizabeth Villiers (1774-1835), sposò in prime nozze Henry Paget, I marchese di Anglesey ed ebbero otto figli, sposò in seconde nozze George Campbell, VI duca di Argyll, non ebbero figli;
- Lady Georgiana Villiers, morì giovane;
- Lady Sarah Villiers (nato nel 1779), sposò Charles Nathaniel Bayly nel 1799, non ebbero figli;
- William Augustus Henry Villiers (1780-1813);
- Lady Elizabeth Villiers (?-1810);
- Lady Elizabeth Frances Villiers (1786-1866), sposò John Ponsonby, I visconte Ponsonby, non ebbero figli;
- Lady Harriet Villiers (1788-1870), sposò Richard Bagot, vescovo di Oxford nel 1806, ebbero dodici figli.

Suo marito è stato nominato Magister equitum dal principe di Galles nel 1795.

## Amante reale
Il futuro Giorgio IV iniziò la sua relazione con Lady Jersey, nel 1793.
Dopo aver incoraggiato il principe di Galles a sposare la sua prima cugina, Carolina di Brunswick nel 1794, Lady Jersey decise di rendere la vita difficile a Carolina. Tuttavia, dopo la nascita della loro figlia, vissero separati, lasciando un vuoto che Frances e altre amanti, continuarono a riempire.
Dal momento che Lady Jersey godette del favore della regina Carlotta, continuò a essere presente nella vita del principe di Galles e nella sua casa per qualche tempo. Intorno al 1803, il suo posto è stato usurpato dall'infatuazione per Lady Hertford.

## Morte
Morì nel 1821 a Cheltenham e fu sepolta a Middleton Stoney, nella tomba di famiglia Villiers.